# Anna Maria Tarantola

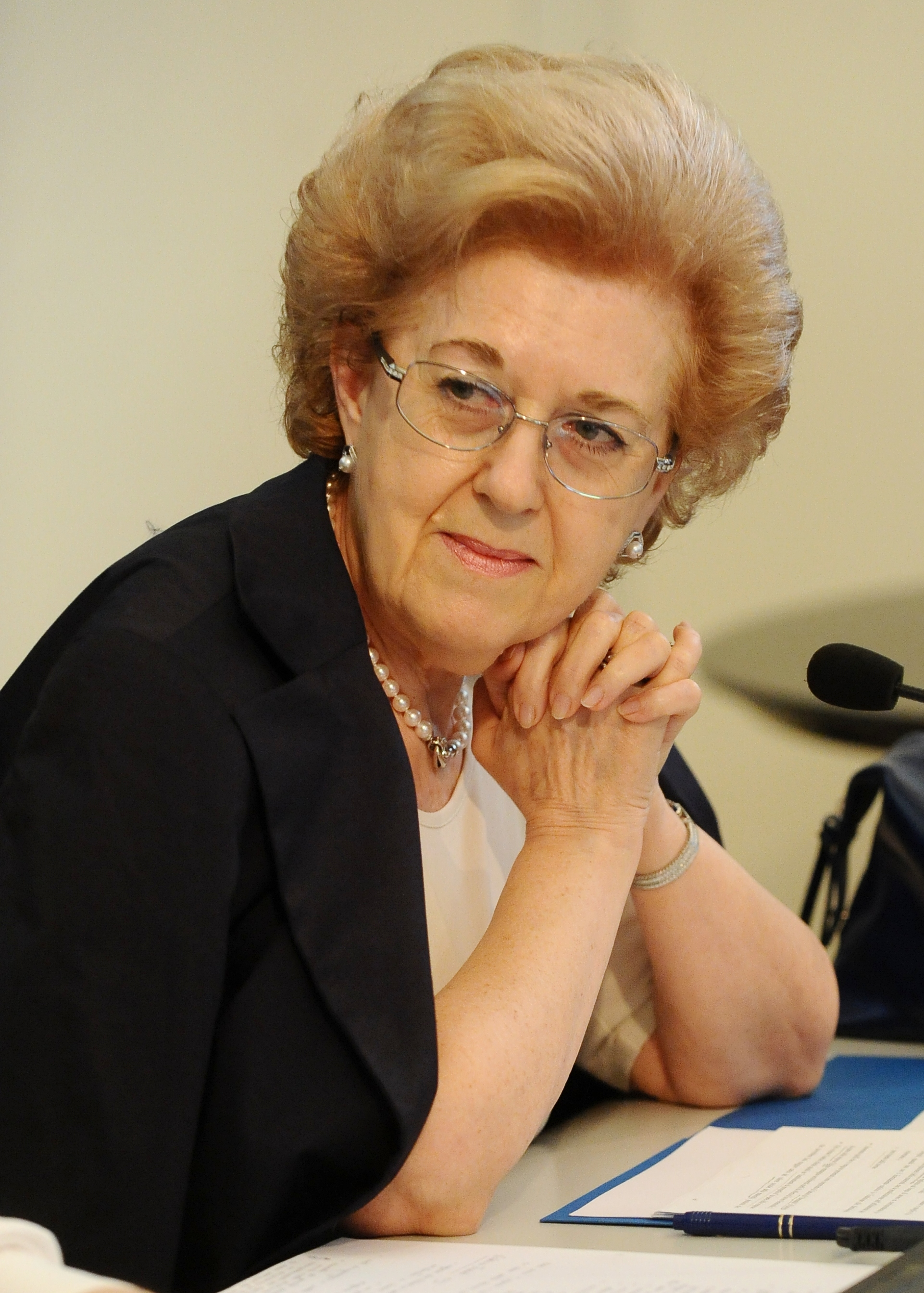
Anna Maria Tarantola (2012)

Anna Maria Tarantola Ronchi (* 3. Februar 1945 in Casalpusterlengo, Lombardei) ist eine italienische Managerin. 

## Leben
Tarantola graduierte 1969 in Wirtschaftswissenschaften an der Università Cattolica del Sacro Cuore in Mailand und 1971 an der London School of Economics.
Sie war von 1996 bis 2006 Direktorin der Niederlassungen Varese, Brescia und Bologna der Banca d’Italia. Von 2007 bis 2012 war sie Generaldirektorin bei der Banca d’Italia. 2009 von 2015 war sie Präsidentin von Rai – Radiotelevisione Italiana. 2014/16 war Tarantola Vizepräsidentin der Europäischen Rundfunkunion (EBU). Seit 2017 ist sie Beraterin bei der Investmentunternehmung Gruppo Mittel in Mailand.
Bis 2002 war sie Adjunct Professor an der Università Cattolica del Sacro Cuore in Mailand und lehrte Monetäre Ökonomie, Bankenwirtschaft und öffentliche Kontrolle über das Kreditsystem. 
Anna Maria Tarantola engagiert sich für die Päpstliche Stiftung Centesimus Annus Pro Pontifice (CAPP) mit Sitz im Staatssekretariat des Heiligen Stuhls. Von 2019 bis 2024 war sie als erste Frau einer vatikanischen Einrichtung Präsidentin der Stiftung. 2024 folgte Paolo Garonna.
Darüber hinaus engagiert sie sich für die Fondazione Bambin Gesù, Fondazione Giorgio Cini und die PosteInsieme Onlus. Sie ist Präsidentin der italienischen Sektion der Ehrenlegion (Société des Mémbres de la Légion d'Honnueur).

## Ehrungen und Auszeichnungen
- Verdienstorden der Italienischen Republik (Offizier; 1994)
- Verdienstorden der Italienischen Republik (Komtur; 2005)
- Verdienstorden der Italienischen Republik (Großoffizier; 2009)
- Mitglied der Ehrenlegion (2013)